# Вододелница
Вододелница или развође, је граница која раздваја два дренажна подручја. Може да се дефинише као замишљена линија од које се све воде, које падну на земљу, сливају у два различита дренажна система.
Вододелница може бити топографска или хидрогеолошка.
Топографска вододелница је замишљена линија која спаја тачке са највећим надморским висинама између два дренажна система. Обично се, на топографској карти, извлачи као оса гребена.
Хидрогеолошка вододелница је замишљена линија од које се воде, које падну на тло, стварно раздвајају и теку два различита дренажна система. Њен положај зависи од рељефа и геолошке грађе терена. Када је терен изграђен од водонепропусних стена (нпр. глина, или ситнозрних пешчара), тада се хидрогеолошка вододелница поклапа са топографском вододелницом. Међутим, када је терен изграђен од водопропусних стена (најчешће кречњака), стварна (хидрогеолошка) вододелница може се налазити на великом растојању од топографске вододелнице, тј. од највише тачке терена. Тада се вододелница налази на граници ових стена са водонепропусним стенама.

## Типови развођа
Постоји неколико типова развођа:
1. Главно развође Земље
2. Океанска и морска развођа
3. Унутрашња развођа
4. Речна развођа

##### Главно развође Земље
Главно развође Земље или светско развође представља низ узвишења са којих се падавине сливају у Атлантски океан на једној, Тихи и Индијски океан на другој и Северни ледени океан на трећој страни. Ово развође се пружа у Америци дуж Кордиљера, у Азији преко сибирских и средњоазијских планина, а у Африци ближе Индијском океану, што значи да се највећи део копна одводњава у Атлантски океан. Такође, површина копна може имати тзв унутрашње или ендореично одводњавање- то су површине које се не одводњавају периферно, односно егзореично у Светско море, него у неко веће језеро, као што су: Каспијско, Аралско, Чад, Титикака и друга.
 
Површина континената (без острва) по правцу одводњавања (у милионима км²) 
| Континент одводњавања | Европа | Азија | Африка | Аустралија | С. Америка | Ј. Америка | Укупно |
| --------------------- | ------ | ----- | ------ | ---------- | ---------- | ---------- | ------ |
| Атлантски океан       | 7,8    | 0,7   | 14,6   | -          | 14,4       | 15,9       | 53,4   |
| Тики океан            | -      | 9,4   | -      | 0,5        | 5,1        | 1,0        | 16,0   |
| Индијски океан        | -      | 7,9   | 5,0    | 3,2        | -          | -          | 16,1   |

##### Океанска и морска развођа
Океанска и морска развођа су узвишења са којих падавине отичу у два океана или мора. У нашој земљи су развођа између три мора: Црног, Јадранског и Егејског. Сва три развођа се стичу у хидрографском чвору који се налази на Језерској планини на Косову. Са врха Дрманска глава (1.135м) воде отичу према северу Рахитском реком, преко Црнољеве у Ситницу (слив Црног мора), према западу Бужаљском реком, преко Топлуге у Бели Дрим (слив Јадранског мора) и према југу Дрманском реком, преко Неродимке у Лепенац (слив Егејског мора).

##### Унутрашња развођа
Унутрашња развођа су узвишења са којих падавине отичу рекама периферно - у Светко море на једној страни и према неком језеру које припада областима са унутрашњим одводњавањем на другој страни. Оваква развођа ограничавају земљиште које се одводњава у Каспијско, Аралско, Балхашко, Чад и нека друга језера. У Македонији слив Преспанског језера има унутрашње одводњавање - мада се оно одводњава подземно, испод планине Галичице, у Охридско језеро, а из овог и реком Дримом у Јадранско море.

##### Речна развођа
Речна развођа или развођа речних сливова су најчешћа узвишења на копну која деле падавинске воде тако да оне теку у одређене речне системе. Она се деле на главна и споредна развођа. Главно развође је између сливова великих река - нпр. Дунава и Рајне, Дона и Волге итд. Споредна развођа деле падавинске воде између притока једног хидрографског система - нпр. развођа између Савиних притока свих редова.
Поред наведених основних, постоје још два типа развођа:
- Одређени тип
- Неодређени тип

Одређена развођа су развођа која су јасно изражена у планинском терену, који је изграђен од вододржљивих стена.
Неодређена развођа су развођа која се не могу лако уочити у равницама и мочварним пределима.
У крашким теренима развођа су само топографски одређена. У красу се дешава да реке понорнице отичу у правцу који је супротан општем нагибу земљишта, јер се топографско развође не поклапа са стварним подземним хидрографским развођем. За ово је најтипичнији пример реке Љубљанице у Словенији. Она извире на западној страни јадранско-црноморског развођа, испод којег пролази подземно и утиче у Саву.
У планинским пределима постоји још један тип неодређеног развођа. Оно је представљено заравњеним удолинама између долина двеју река. Такав тип неодређеног развођа назива се повија. Пример је Кумановско-прешевска повија између сливова Јужне Мораве и Вардара.

## Морфолошка еволуција развођа
Развођа су изложена сталном морфолошком преиначавању и померању. Због тога се у њиховој еволуцији могу издвојити морфолошки стадијуми, зависно од износа регресивне ерозије притока и изворишних кракова речних система двају суседних басена речних сливова. У првом стадијуму морфолошког преиначавања, под деловањем регресивне ерозије у изворишним челенкама, иницијално развође почиње да се снижава. Највећи износ снижавања биће на оним местима где се јављају наспрамни токови. Због тога ће се на таквим местима јавити снижени делови развођа који се називају превоји. Ниска, благо снижена развођа у равничарским пределима називају се повије (Кумановско-прешевска повија). Други стадијум у морфолошкој еволуцији развођа назива се преседлина. Она настаје поступним снижавањем превоја и представља јаче снижено развође. Ако преседлина повезује две наспрамне речне долине, тада ће се ерозивним утицајима њихових речних токова створити на развођу удолина која подсећа на праву али суву речну долину. Удолина представља завршни стадијум морфолошког преиначавања развођа. Даља еволуција доводи до померања и пробијања развођа. Удолина на развођу биће морфолошки преиначена у клисуру која се назива пробојница.